# Dansk Ejendomsmæglerforening
Dansk Ejendomsmæglerforening er brancheforening for ejendomsmæglere i Danmark. Foreningen blev stiftet i 1912 og har til formål at varetage medlemmers erhvervsmæssige og branchemæssige interesser.
Foreningen arbejder for:
- At medlemmerne på en betryggende og professionel måde yder formidling af fast ejendom
- At sikre ejendomsmæglerbranchen bedst mulige arbejdsvilkår

Det sker gennem en række aktiviteter, som dels omfatter medlemsservice og dels omfatter interessevaretagelse.
Medlemsservicen er fx mæglerfaglig rådgivning til medlemmerne gennem hotline, informationssystem m.m., efteruddannelse, seminarer og medlemsmøder samt garantistillelse og en fordelagtig ansvars- og garantiforsikring.
Det er Dansk Ejendomsmæglerforening, der varetager branchens etiske regler, udarbejder normer, retningslinjer og formularer, der skal styrke den faglige kvalitet i mæglernes arbejde.
Foreningen varetager desuden branchens interesser overfor det politiske system, pressen og øvrige interessenter. Endelig medfinansierer DE driften af Klagenævnet for Ejendomsformidling og er medejer af boligsiden.dk, hvor forbrugerne får overblik over det samlede boligudbud i Danmark.
Pr. juni 2014 havde Dansk Ejendomsmæglerforening i alt 2770 aktive medlemmer. Det svarer til ca. 90% af samtlige ejendomsmæglere i Danmark.
MDE er en forkortelse for Medlem af Dansk Ejendomsmæglerforening, der typisk bliver brugt af ejendomsmæglere i deres signaturer.

## Ekstern henvisning
- Dansk Ejendomsmæglerforening